# Monteils (Aveyron)
Pour les articles homonymes, voir Monteils.
Monteils est une commune française située dans le département de l'Aveyron, en région Occitanie.

## Géographie

### Localisation
Monteils se trouve dans la vallée de l'Aveyron. La commune est limitrophe du département de Tarn-et-Garonne.

### Communes limitrophes
Les communes limitrophes sont  Castanet, La Fouillade, La Rouquette, Najac et Sanvensa.
|                            | La Rouquette |              |
| Castanet (Tarn-et-Garonne) | Monteils     | Sanvensa     |
|                            | Najac        | La Fouillade |

### Hameaux et lieux-dits
Plusieurs villages et lieux-dits dépendent de la commune de Monteils : c'est le cas de Floirac et des Fénials.

### Hydrographie
La commune est arrosée par l'Aveyron, et le village est traversé par l'Assou qui y conflue sur la commune.

#### Réseau hydrographique

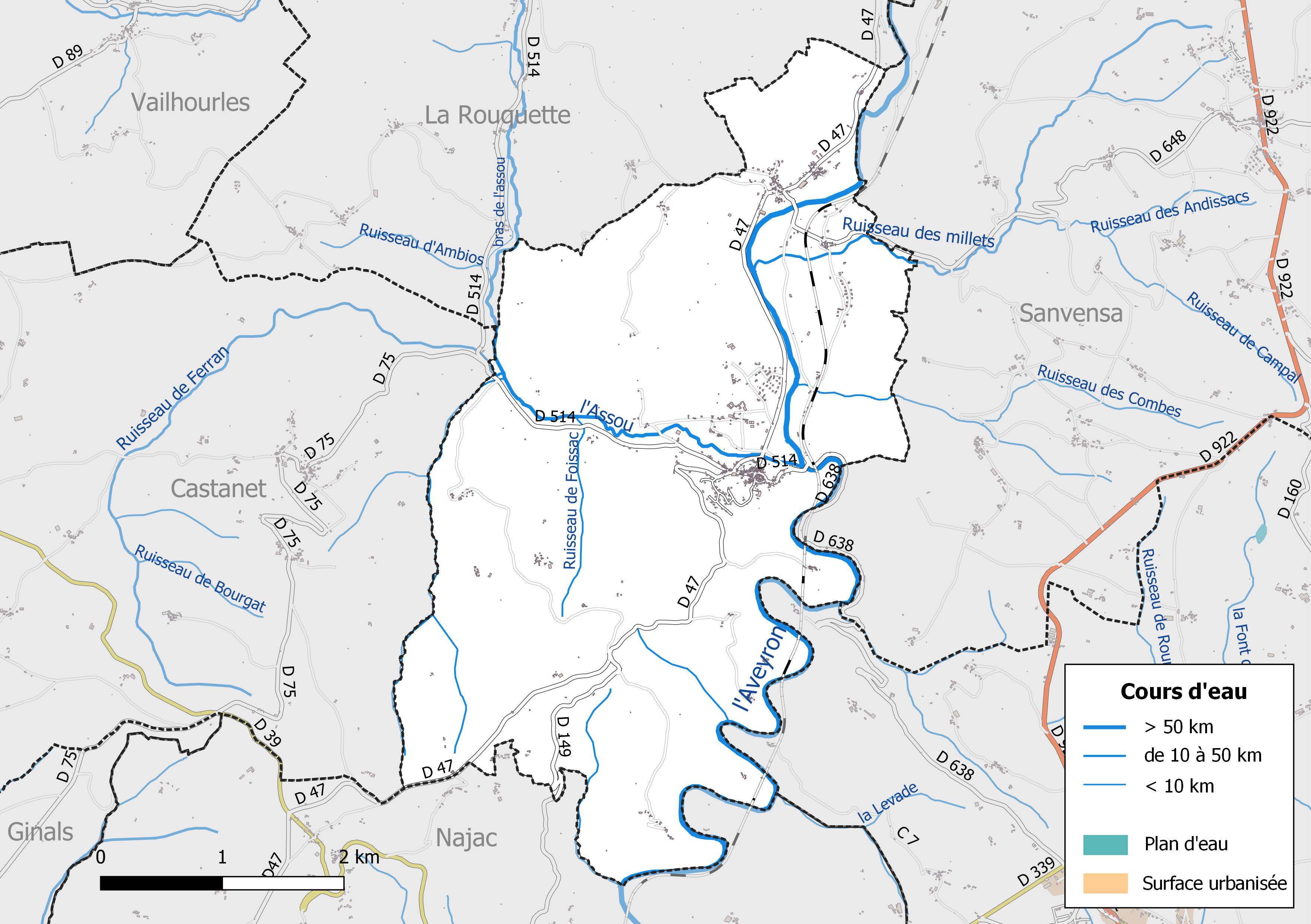
Réseaux hydrographique et routier de Monteils.

La commune est drainée par l'Aveyron, l'Assou, le ruisseau de Ferran, le ruisseau des millets, le ruisseau de Foissac, le ruisseau des Combes, le ruisseau des Fargues, par divers petits cours d'eau.
L'Aveyron, d'une longueur totale de 290,6 km, prend sa source dans la commune de Sévérac d'Aveyron et se jette  dans le Tarn à Barry-d'Islemade, après avoir arrosé 60 communes.
L'Assou, d'une longueur totale de 14 km, prend sa source dans la commune de Martiel et se jette  dans  l'Aveyron à Monteils, après avoir arrosé 6 communes.

#### Gestion des cours d'eau
La gestion des cours d’eau situés dans le bassin de l’Aveyron est assurée par l’établissement public d'aménagement et de gestion des eaux (EPAGE) Aveyron amont, créé le 1er janvier 2017, en remplacement du syndicat mixte du bassin versant Aveyron amont,,.

### Climat
Pour des articles plus généraux, voir Climat de l'Occitanie et Climat de l'Aveyron.
En 2010, le climat de la commune est de type climat océanique altéré, selon une étude s'appuyant sur une série de données couvrant la période 1971-2000. En 2020, Météo-France publie une typologie des climats de la France métropolitaine dans laquelle la commune est exposée à un climat océanique altéré et est dans la région climatique Sud-est du Massif Central, caractérisée par une pluviométrie annuelle de 1 000 à 1 500 mm, minimale en été, maximale en automne.
Pour la période 1971-2000, la température annuelle moyenne est de 12,5 °C, avec une amplitude thermique annuelle de 15,9 °C. Le cumul annuel moyen de précipitations est de 926 mm, avec 10,8 jours de précipitations en janvier et 5,9 jours en juillet. Pour la période 1991-2020, la température moyenne annuelle observée sur la station météorologique installée sur la commune est de 12,8 °C et le cumul annuel moyen de précipitations est de 898,8 mm,. Pour l'avenir, les paramètres climatiques de la commune estimés pour 2050 selon différents scénarios d'émission de gaz à effet de serre sont consultables sur un site dédié publié par Météo-France en novembre 2022.
| Mois                                  | jan.           | fév.           | mars           | avril         | mai           | juin          | jui.         | août          | sep.          | oct.          | nov.           | déc.           | année      |
| ------------------------------------- | -------------- | -------------- | -------------- | ------------- | ------------- | ------------- | ------------ | ------------- | ------------- | ------------- | -------------- | -------------- | ---------- |
| Température minimale moyenne (°C)     | 0,7            | 0,2            | 2,7            | 5,4           | 8,6           | 12            | 13,4         | 13            | 9,7           | 8,1           | 4,1            | 1              | 6,6        |
| Température moyenne (°C)              | 5,1            | 5,7            | 8,9            | 11,9          | 15,3          | 19,3          | 21,2         | 20,9          | 17,4          | 14            | 8,8            | 5,6            | 12,8       |
| Température maximale moyenne (°C)     | 9,4            | 11,1           | 15,1           | 18,4          | 21,9          | 26,6          | 28,9         | 28,9          | 25,1          | 20            | 13,5           | 10,3           | 19,1       |
| Record de froid (°C) date du record   | −12,5 19.01.17 | −15,7 06.02.12 | −13,1 01.03.05 | −6 08.04.21   | −2,6 06.05.19 | 1,2 01.06.06  | 4,4 17.07.00 | 3,5 31.08.10  | 0 18.09.01    | −4,9 29.10.12 | −10,8 18.11.07 | −14,9 24.12.01 | −15,7 2012 |
| Record de chaleur (°C) date du record | 19,6 21.01.02  | 24,2 27.02.19  | 27,6 29.03.23  | 30,4 29.04.05 | 34,6 18.05.22 | 40,9 27.06.19 | 41 24.07.19  | 41,8 23.08.23 | 36,7 12.09.22 | 34,9 01.10.23 | 24,9 07.11.15  | 21,1 08.12.10  | 41,8 2023  |
| Précipitations (mm)                   | 78,3           | 62,4           | 67,5           | 92,3          | 87,5          | 72,7          | 54,5         | 63,1          | 72,8          | 81,3          | 84,3           | 82,1           | 898,8      |

### Milieux naturels et biodiversité

#### Sites Natura 2000

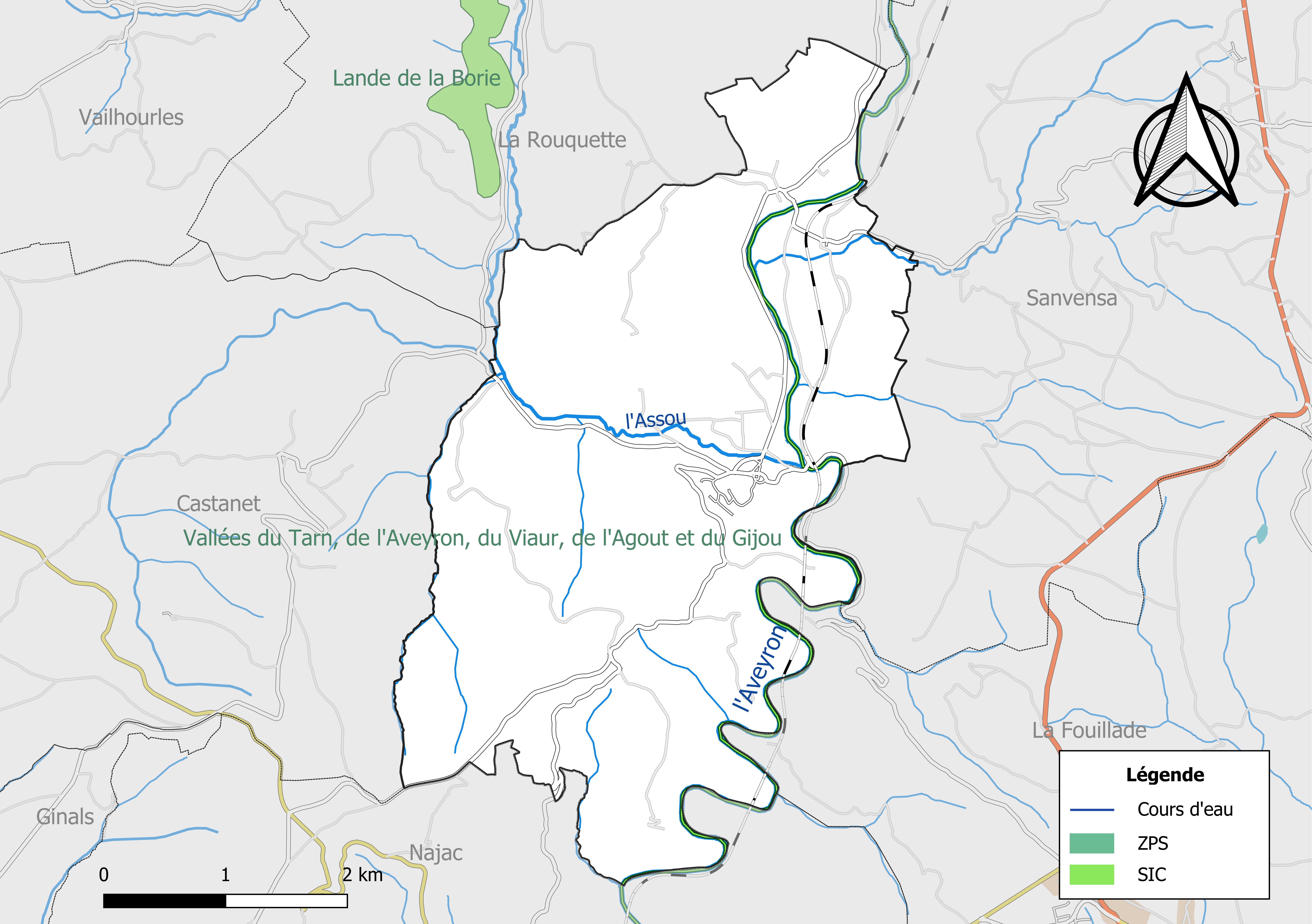
Sites Natura 2000 sur le territoire communal.

Le réseau Natura 2000 est un réseau écologique européen de sites naturels d’intérêt écologique élaboré à partir des Directives « Habitats » et « Oiseaux ». Ce réseau est constitué de Zones spéciales de conservation (ZSC) et de Zones de protection spéciale (ZPS). Dans les zones de ce réseau, les États Membres s'engagent à maintenir dans un état de conservation favorable les types d'habitats et d'espèces concernés, par le biais de mesures réglementaires, administratives ou contractuelles.
Un site Natura 2000 a été défini sur la commune au titre de la « directive Habitats » : 
Les « Vallées du Tarn, de l'Aveyron, du Viaur, de l'Agout et du Gijou », d'une superficie de 17 144 ha, s'étendent sur 136 communes dont 41 dans l'Aveyron, 8 en Haute-Garonne, 50 dans le Tarn et 37 dans le Tarn-et-Garonne. Elles présentent une très grande diversité d'habitats et d'espèces dans ce vaste réseau de cours d'eau et de gorges. La présence de la Loutre d'Europe et de la moule perlière d'eau douce est également d'un intérêt majeur.

#### Zones naturelles d'intérêt écologique, faunistique et floristique
L’inventaire des zones naturelles d'intérêt écologique, faunistique et floristique (ZNIEFF) a pour objectif de réaliser une couverture des zones les plus intéressantes sur le plan écologique, essentiellement dans la perspective d’améliorer la connaissance du patrimoine naturel national et de fournir aux différents décideurs un outil d’aide à la prise en compte de l’environnement dans l’aménagement du territoire.
Le territoire communal de Monteils comprend deux ZNIEFF de type 1,, 
la « Rivière Aveyron » (3 500 ha), couvrant 63 communes dont 38 dans l'Aveyron, 5 dans le Tarn et 20 dans le Tarn-et-Garonne
et les « Vallées de la Baye, du jouyre, du ferran et de Fargues et puechs de Genibrous et mourtayrol » (2 797 ha), couvrant 8 communes dont 3 dans l'Aveyron et 5 dans le Tarn-et-Garonne
et une ZNIEFF de type 2,, 
la « Vallée de l'Aveyron » (14 644 ha), qui s'étend sur 68 communes dont 41 dans l'Aveyron, 5 dans le Tarn et 22 dans le Tarn-et-Garonne.

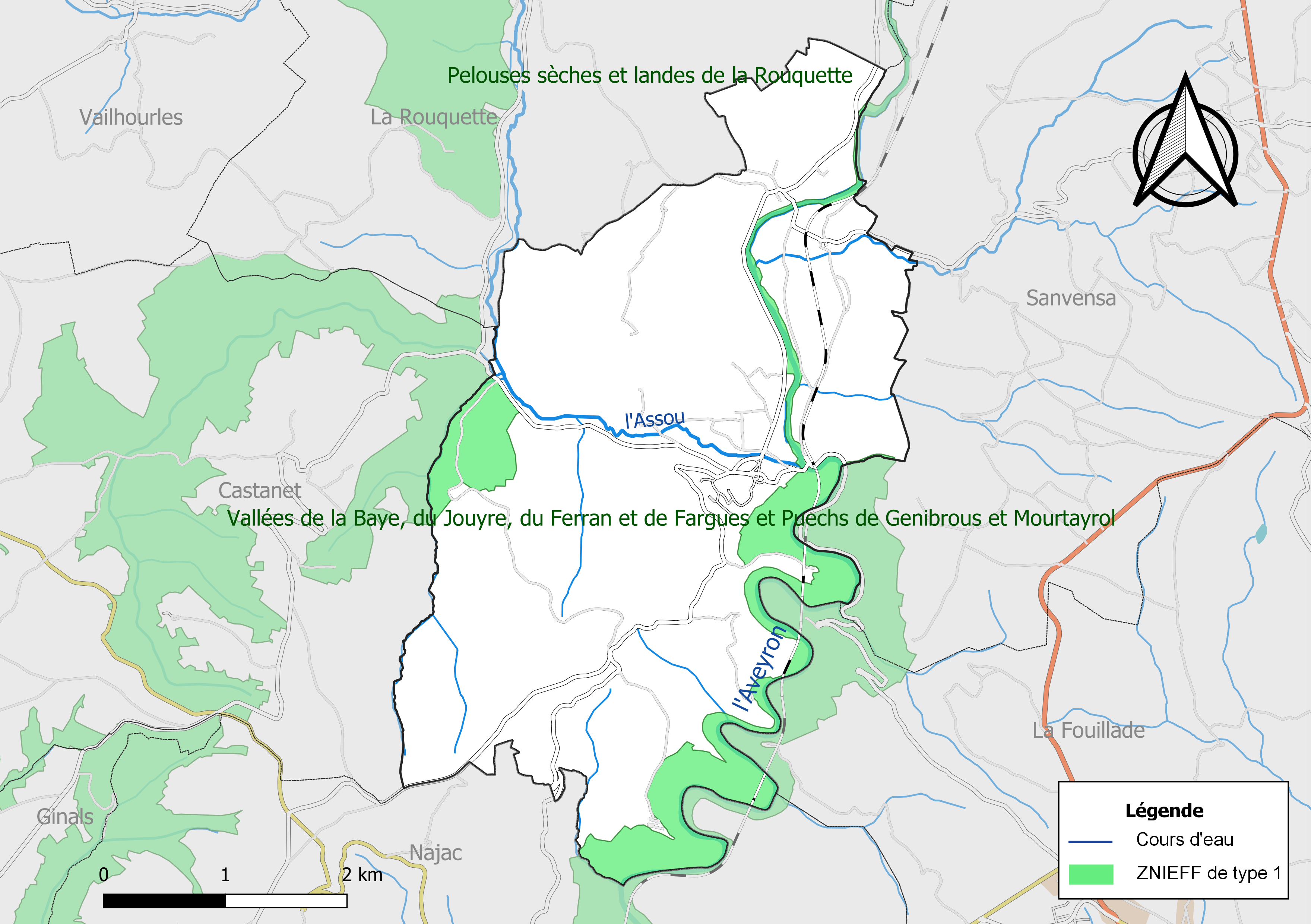
Carte des ZNIEFF de type 1 de la commune.
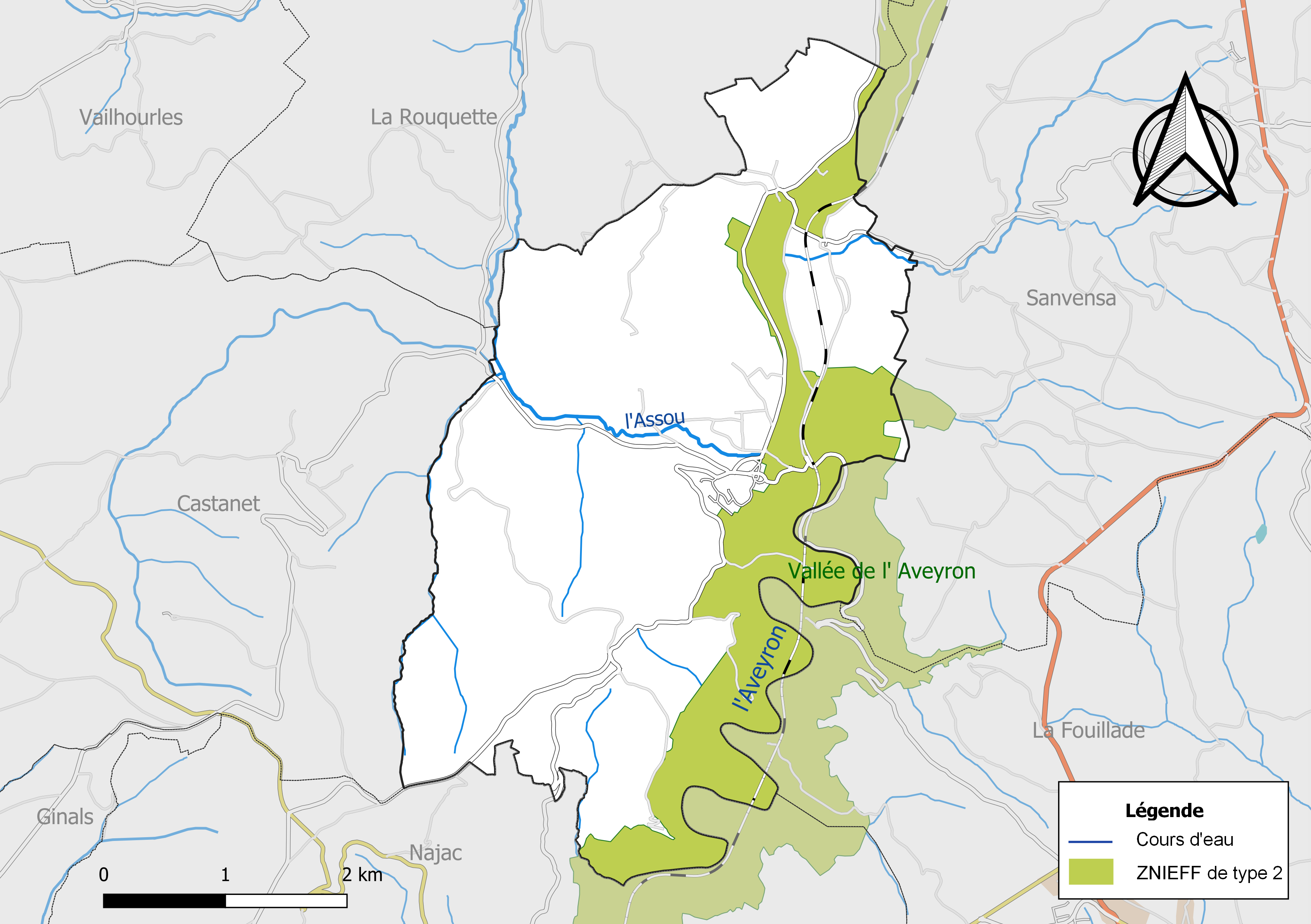
Carte de la ZNIEFF de type 2 de la commune.

## Urbanisme

### Typologie
Au 1er janvier 2024, Monteils est catégorisée commune rurale à habitat dispersé, selon la nouvelle grille communale de densité à 7 niveaux définie par l'Insee en 2022.
Elle est située hors unité urbaine. Par ailleurs la commune fait partie de l'aire d'attraction de Villefranche-de-Rouergue, dont elle est une commune de la couronne,. Cette aire, qui regroupe 34 communes, est catégorisée dans les aires de moins de 50 000 habitants,.

### Occupation des sols

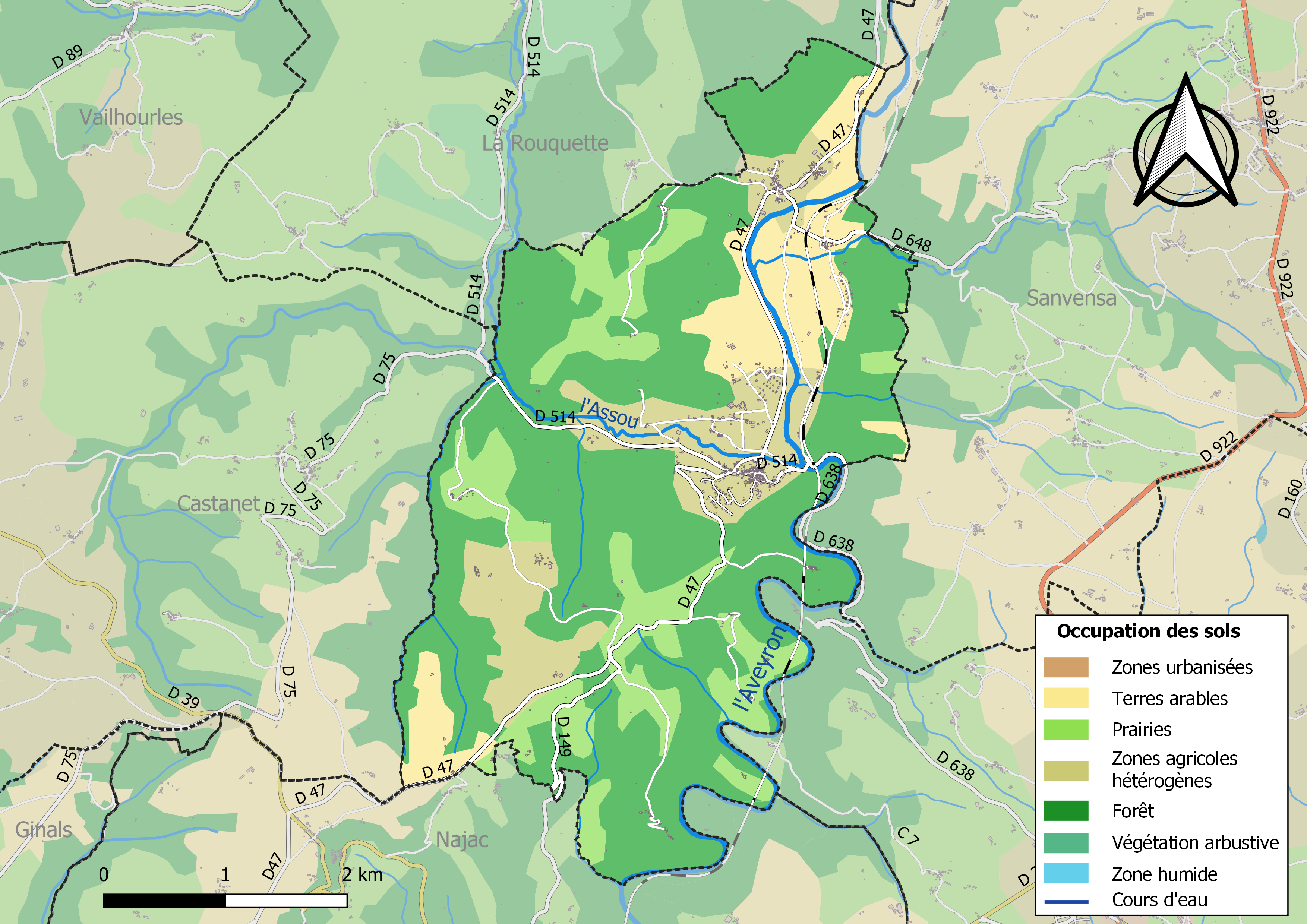
Infrastructures et occupation des sols de la commune de Monteils.

L'occupation des sols de la commune, telle qu'elle ressort de la base de données européenne d’occupation biophysique des sols Corine Land Cover (CLC), est marquée par l'importance des forêts et milieux semi-naturels (57,3 % en 2018), en diminution par rapport à 1990 (60 %). La répartition détaillée en 2018 est la suivante : 
forêts (57,3 %), zones agricoles hétérogènes (15,6 %), prairies (15,3 %), terres arables (11,8 %).

### Planification
La loi SRU du 13 décembre 2000 a incité fortement les communes à se regrouper au sein d’un établissement public, pour déterminer les partis d’aménagement de l’espace au sein d’un SCoT, un document essentiel d’orientation stratégique des politiques publiques à une grande échelle. La commune est dans le territoire du SCoT du Centre Ouest Aveyron  approuvé en février 2020. La structure porteuse est le Pôle d'équilibre territorial et rural Centre Ouest Aveyron, qui associe neuf EPCI, notamment Ouest Aveyron Communauté, dont la commune est membre.
La commune disposait en 2017 d'une carte communale approuvée et un plan local d'urbanisme était en élaboration.

### Risques majeurs
Le territoire de la commune de Monteils est vulnérable à différents aléas naturels : inondations, climatiques (hiver exceptionnel ou canicule), feux de forêts et séisme (sismicité très faible).
Il est également exposé à un risque technologique, le transport de matières dangereuses, et à un risque particulier, le risque radon,.

#### Risques naturels

Zones inondables de la commune de Monteils.

Certaines parties du territoire communal sont susceptibles d’être affectées par le risque d’inondation par débordement de l'Aveyron. Un plan des surfaces submersibles (PSS), premier document cartographique réglementant l'occupation du sol en zone inondable pour les cours d'eau domaniaux, a été établi en 1964. Compte tenu du peu d’enjeux exposés à ces inondations, aucun plan de prévention du risque d’inondation n’a été prescrit. Néanmoins la loi Barnier du 2 février 1995 confère aux PSS un statut de plan de prévention des risques (PPR ), les rendant par conséquent opposables au tiers et faisant entrer le territoire de la commune dans le champ d'application de l'obligation d'information des acquéreurs locataires.
Le Plan départemental de protection des forêts contre les incendies découpe le département de l’Aveyron en sept « bassins de risque » et définit une sensibilité des communes à l’aléa feux de forêt (de faible à très forte). La commune est classée en sensibilité forte.
Les mouvements de terrains susceptibles de se produire sur la commune sont liés au retrait-gonflement des argiles, conséquence d'un changement d'humidité des sols argileux. Les argiles sont capables de fixer l'eau disponible mais aussi de la perdre en se rétractant en cas de sécheresse. Ce phénomène peut provoquer des dégâts très importants sur les constructions (fissures, déformations des ouvertures) pouvant rendre inhabitables certains locaux. La carte de zonage de cet aléa peut être consultée sur le site de l'observatoire national des risques naturels Georisques

#### Risques technologiques
Le risque de transport de matières dangereuses sur la commune est lié à sa traversée par une canalisation de transport de gaz. Un accident se produisant sur une telle infrastructure est en effet susceptible d’avoir des effets graves au bâti ou aux personnes jusqu’à 350 m, selon la nature du matériau transporté. Des dispositions d’urbanisme peuvent être préconisées en conséquence.

#### Risque particulier
Dans plusieurs parties du territoire national, le radon, accumulé dans certains logements ou autres locaux, peut constituer une source significative d’exposition de la population aux rayonnements ionisants. Toutes les communes du département sont concernées par le risque radon à un niveau plus ou moins élevé. Selon le dossier départemental des risques majeurs du département établi en 2013, la commune de Monteils est classée à risque moyen à élevé. Un décret du 4 juin 2018 a modifié la terminologie du zonage définie dans le code de la santé publique et a été complété par un arrêté du 27 juin 2018 portant délimitation des zones à potentiel radon du territoire français. La commune est désormais en zone 3, à savoir zone à potentiel radon significatif.

## Histoire

### Antiquité
En 50 av. J.-C., quand les Romains envahissent la Gaule, les coteaux d’Ardennes et du Rat sont déjà habités depuis fort longtemps. Plus aucune trace ne demeure de cette présence. Il faut attendre plusieurs siècles pour voir cette population traverser les zones marécageuses et s’installer rive  droite de l’Assou, sur le petit monticule appelé « Monticellus ». Au fil des IXe et Xe siècles, en raison des multiples invasions, mais surtout aux XIIIe et XIVe siècles, le village se fortifie autour de la « maison seigneuriale ».

### Moyen Âge
Au gré des différentes alliances ou mésalliances et autres luttes d’influence, Monteils abrite tout au long des XIVe et XVe siècles de nombreux seigneurs pour ensuite devenir propriété de Jean de Murat Seigneur de Lestang. Bien que conservant un rôle particulier pour les contributions, c’est au cours de cette période que le fief de Floirac passe sous la houlette de Monteils, alors que ce n’est qu’en 1830 que l’administration y rattache Courbières.

### Époque moderne
Tout au long du XVIIe siècle la famille de La Valette (fondateur de la capitale éponyme et de l’ordre de Malte) règne sur Monteils. Mis à part la décapitation d’une tour Renaissance (toujours visible), le village ne vit, dans tous les sens du terme, aucune révolution de grande ampleur au cours du XVIIIe siècle.

### Époque contemporaine
En revanche, de 1850 à 1950, et jusqu’à nos jours Monteils connaît un essor particulier. Le premier coup de pioche pour bâtir l’église actuelle est donné en 1866. La voie ferrée (avec ses 9 ponts et 9 tunnels 1853-1858), les ponts, et de nombreuses routes sont construits. Le Couvent est édifié (1888). L’eau, l’électricité, la poste, le télégraphe déchargent les villageois d’abondantes vicissitudes. Malgré leur caractère travailleur, les Monteillois ont longtemps et souvent côtoyé la pauvreté ou la misère. D’abord sous le joug de la féodalité, puis harassés d’impôts et desservis par des terres ingrates, c’est dans la vigne surabondante à la fin du XVIIIe siècle et au début du XIXe siècle que Monteils tire ses premières richesses. Suivra la culture du chanvre et donc la confection de toiles. Durant cette même période l’artisanat, le commerce se développent. Bien que la commune demeure à forte dominante agricole, les échoppes et les cabaretiers se multiplient, les foires (le 19 du mois) se poursuivent jusqu’au premier quart du XXe siècle. La population connaît des fortunes diverses, fluctuant au gré des disettes et des guerres elle s’accroît pourtant jusqu’à la fin du XIXe siècle. En 1882 la commune compte près de 1000 habitants. Les deux guerres et l’exode rural massif feront considérablement baisser ce nombre.
Pendant la Seconde Guerre mondiale, deux religieuses dominicaines du couvent de Monteils ont caché des enfants juifs. Elles reçurent le titre de Justes parmi les nations en 2001.

## Politique et administration

### Découpage territorial
La commune de Monteils est membre de la Ouest Aveyron Communauté, un établissement public de coopération intercommunale (EPCI) à fiscalité propre créé le 1er janvier 2017 dont le siège est à Villefranche-de-Rouergue. Ce dernier est par ailleurs membre d'autres groupements intercommunaux.
Sur le plan administratif, elle est rattachée à l'arrondissement de Villefranche-de-Rouergue, au département de l'Aveyron et à la région Occitanie. Sur le plan électoral, elle dépend du  canton d'Aveyron et Tarn pour l'élection des conseillers départementaux, depuis le redécoupage cantonal de 2014 entré en vigueur en 2015, et de la deuxième circonscription de l'Aveyron  pour les élections législatives, depuis le dernier découpage électoral de 2010.

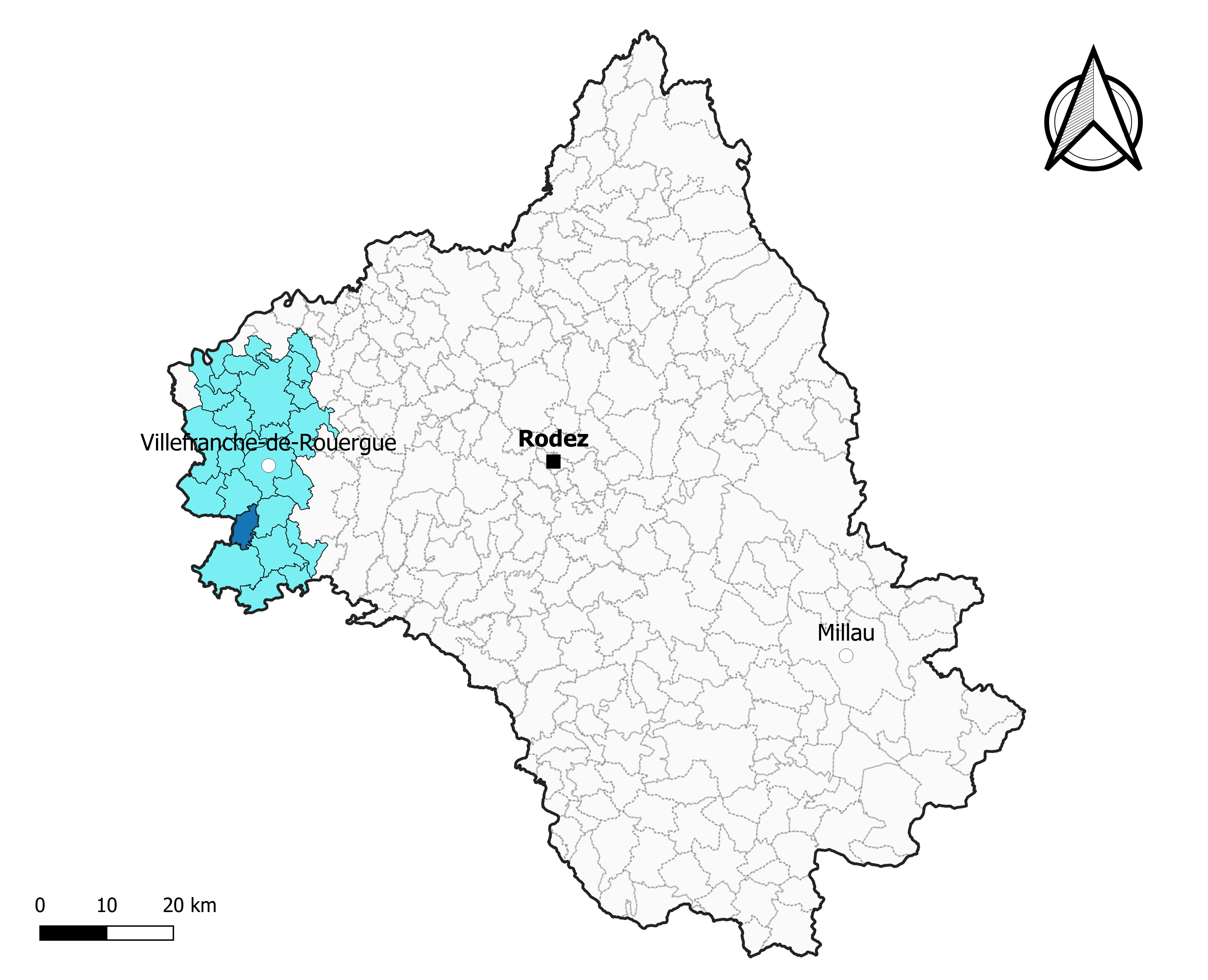
Monteils dans l'intercommunalité en 2020.
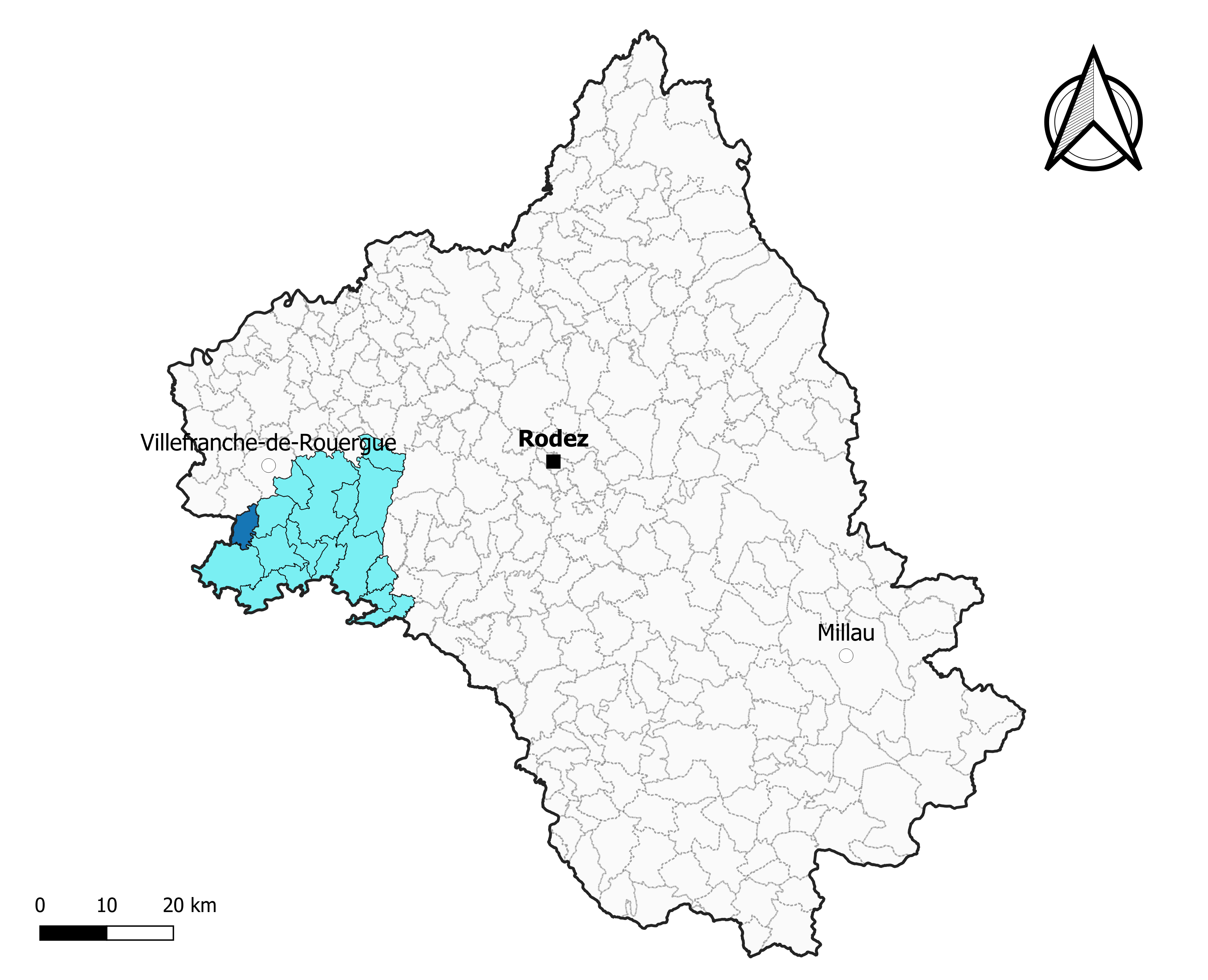
Monteils dans le canton d'Aveyron et Tarn en 2020.
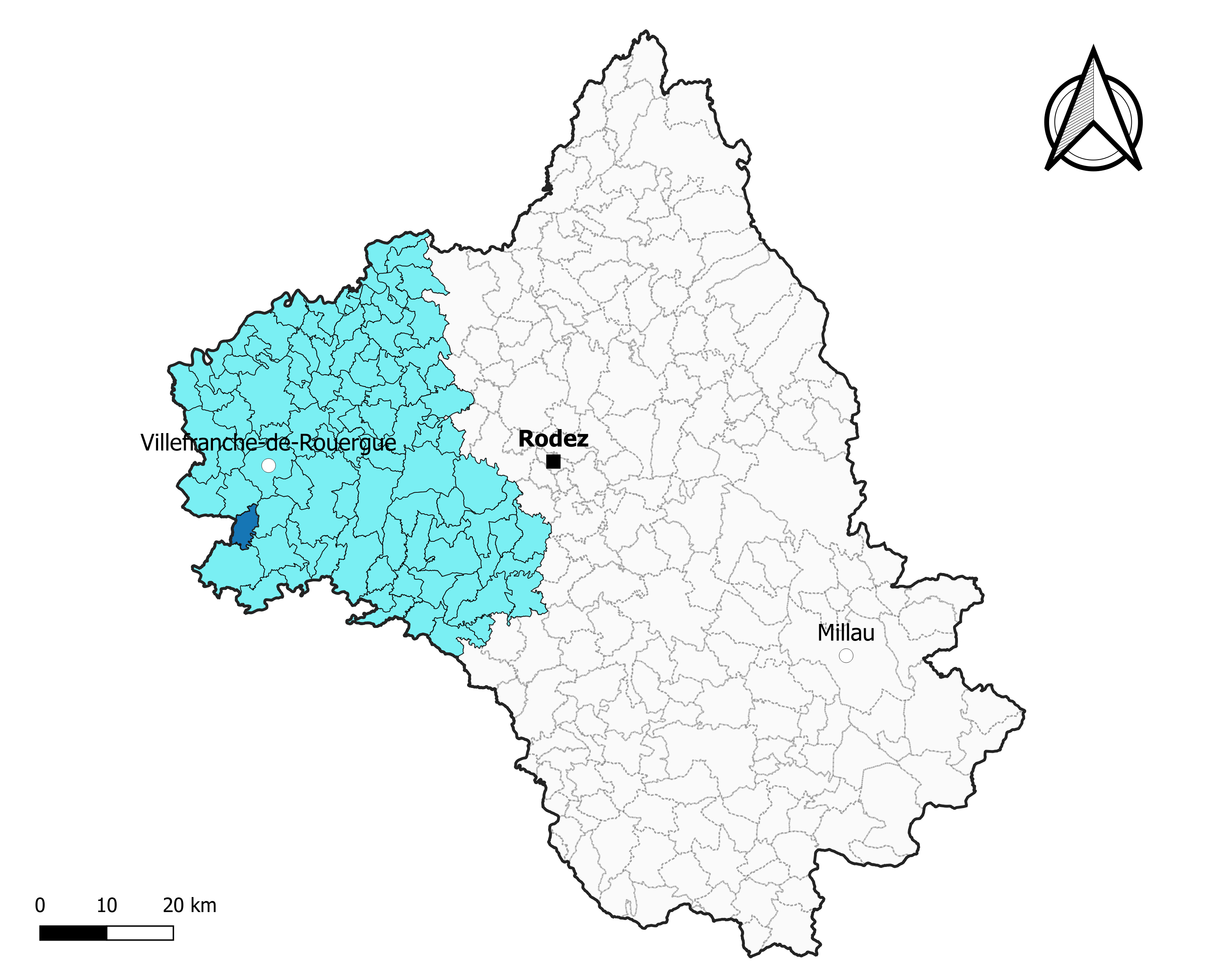
Monteils dans l'arrondissement de Villefranche-de-Rouergue en 2020.

### Élections municipales et communautaires

#### Élections de 2020
Le conseil municipal de Monteils, commune de moins de 1 000 habitants, est élu au scrutin majoritaire plurinominal à deux tours avec candidatures isolées ou groupées et possibilité de panachage. Compte tenu de la population communale, le nombre de sièges à pourvoir lors des élections municipales de 2020 est de 15. Sur les vingt-sept candidats en lice, quinze sont élus dès le premier tour, le 15 mars 2020, correspondant à la totalité des sièges à pourvoir, avec un taux de participation de 48,05 %.
Michel Delpech, maire sortant, est réélu pour un nouveau mandat le 25 mai 2020.
Dans les communes de moins de 1 000 habitants, les conseillers communautaires sont désignés parmi les conseillers municipaux élus en suivant l’ordre du tableau (maire, adjoints puis conseillers municipaux) et dans la limite du nombre de sièges attribués à la commune au sein du conseil communautaire. Un siège est attribué à la commune au sein de la Ouest Aveyron Communauté.

#### Liste des maires
| Période                                  | Période  | Identité                 | Étiquette | Qualité                                                                                |
| ---------------------------------------- | -------- | ------------------------ | --------- | -------------------------------------------------------------------------------------- |
| 1852                                     | 1857     | Jean-Antoine Iches       |           |                                                                                        |
| 1857                                     | 1864     | Pierre-Clément Colombies |           |                                                                                        |
| 1864                                     | 1874     | Jean-Antoine Iches       |           |                                                                                        |
| 1874                                     | 1929     | Frédéric Boutonnet       |           | Notaire                                                                                |
| 1929                                     | 1953     | Arthur Hebrard           |           | Menuisier                                                                              |
| 1953                                     | 1971     | Georges Delpérié         |           |                                                                                        |
| 1971                                     | 1989     | Amédée Mercadier         |           |                                                                                        |
| 1989                                     | 2001     | André Ravayrol           |           |                                                                                        |
| 2001                                     | 2014     | Robert Alazard           |           |                                                                                        |
| mars 2014                                | En cours | Michel Delpech,          |           | Ancien artisan, commerçant ou chef d'entreprise Président de la Communauté de communes |
| Les données manquantes sont à compléter. |          |                          |           |                                                                                        |

### Autres élections
| Élections présidentielles, résultats des deuxièmes tours.                                           | Élections présidentielles, résultats des deuxièmes tours. | Élections présidentielles, résultats des deuxièmes tours. | Élections présidentielles, résultats des deuxièmes tours. | Élections présidentielles, résultats des deuxièmes tours. | Élections présidentielles, résultats des deuxièmes tours. | Élections présidentielles, résultats des deuxièmes tours. | Élections présidentielles, résultats des deuxièmes tours. |
| Année                                                                                               | Élu                                                       | Élu                                                       | Élu                                                       | Battu                                                     | Battu                                                     | Battu                                                     | Participation                                             |
| --------------------------------------------------------------------------------------------------- | --------------------------------------------------------- | --------------------------------------------------------- | --------------------------------------------------------- | --------------------------------------------------------- | --------------------------------------------------------- | --------------------------------------------------------- | --------------------------------------------------------- |
| 2002                                                                                                | 92,37 %                                                   | Jacques Chirac                                            | RPR                                                       | 7,63 %                                                    | Jean-Marie Le Pen                                         | FN                                                        | 80,54 %                                                   |
| 2007                                                                                                | 41,58 %                                                   | Nicolas Sarkozy                                           | UMP                                                       | 58,42 %                                                   | Ségolène Royal                                            | PS                                                        | 89,08 %                                                   |
| 2012                                                                                                | 63,10 %                                                   | François Hollande                                         | PS                                                        | 36,90 %                                                   | Nicolas Sarkozy                                           | UMP                                                       | 87,39 %                                                   |
| 2017                                                                                                | %                                                         | Emmanuel Macron                                           | EM                                                        | %                                                         | Marine Le Pen                                             | FN                                                        | %                                                         |
| 2022                                                                                                | %                                                         | Emmanuel Macron                                           | LREM                                                      | %                                                         | Marine Le Pen                                             | RN                                                        | %                                                         |
| Élections législatives, résultats des deux meilleurs scores du dernier tour de scrutin.             |                                                           |                                                           |                                                           |                                                           |                                                           |                                                           |                                                           |
| Année                                                                                               | Élu                                                       | Élu                                                       | Élu                                                       | Battu                                                     | Battu                                                     | Battu                                                     | Participation                                             |
| Monteils (Aveyron) est répartie sur plusieurs circonscriptions, cf. les résultats des .             |                                                           |                                                           |                                                           |                                                           |                                                           |                                                           |                                                           |
| Avant 2010, Monteils (Aveyron) est répartie sur plusieurs circonscriptions, cf. les résultats des . |                                                           |                                                           |                                                           |                                                           |                                                           |                                                           |                                                           |
| 2002                                                                                                | 52,12 %                                                   | Serge Roques                                              | UMP                                                       | 47,88 %                                                   | Jean-Pierre Pouzoulet                                     | PS                                                        | 76,35 %                                                   |
| 2007                                                                                                | 51,34 %                                                   | Marie-Lou Marcel                                          | PS                                                        | 48,66 %                                                   | Serge Roques                                              | UMP                                                       | 75,76 %                                                   |
| Après 2010, Monteils (Aveyron) est répartie sur plusieurs circonscriptions, cf. les résultats de .  |                                                           |                                                           |                                                           |                                                           |                                                           |                                                           |                                                           |
| 2012                                                                                                | 63,23 %                                                   | Marie-Lou Marcel                                          | PS                                                        | 36,77 %                                                   | Laurent Tranier                                           | UMP                                                       | 70,29 %                                                   |
| 2017                                                                                                | %                                                         |                                                           |                                                           | %                                                         |                                                           |                                                           | %                                                         |
| 2022                                                                                                | %                                                         |                                                           |                                                           | %                                                         |                                                           |                                                           | %                                                         |
| 2024                                                                                                | 54,55 % %                                                 | Laurent Alexandre                                         | LFI-NFP                                                   | 45,45 % %                                                 | Marie-Christine Parolin                                   | RN                                                        | 70,37% %                                                  |
| Élections européennes, résultats des deux meilleurs scores.                                         |                                                           |                                                           |                                                           |                                                           |                                                           |                                                           |                                                           |
| Année                                                                                               | Liste 1re                                                 | Liste 1re                                                 | Liste 1re                                                 | Liste 2e                                                  | Liste 2e                                                  | Liste 2e                                                  | Participation                                             |
| 2004                                                                                                | 37,02 %                                                   | Abdelkader Arif                                           | LPS                                                       | 19,85 %                                                   | Alain Lamassoure                                          | LUMP                                                      | 61,02 %                                                   |
| 2009                                                                                                | 27,54 %                                                   | Dominique Baudis                                          | LMAJ                                                      | 16,10 %                                                   | Kader Arif                                                | LSOC                                                      | 54,70 %                                                   |
| 2014                                                                                                | %                                                         |                                                           |                                                           | %                                                         |                                                           |                                                           | %                                                         |
| 2019                                                                                                | %                                                         |                                                           |                                                           | %                                                         |                                                           |                                                           | %                                                         |
| 2024                                                                                                | %                                                         |                                                           |                                                           | %                                                         |                                                           |                                                           | %                                                         |
| Élections régionales, résultats des deux meilleurs scores.                                          |                                                           |                                                           |                                                           |                                                           |                                                           |                                                           |                                                           |
| Année                                                                                               | Liste 1re                                                 | Liste 1re                                                 | Liste 1re                                                 | Liste 2e                                                  | Liste 2e                                                  | Liste 2e                                                  | Participation                                             |
| 2004                                                                                                | 55,62 %                                                   | Martin Malvy                                              | PS                                                        | 35,56 %                                                   | Jacques Godfrain                                          | UMP                                                       | 77,90 %                                                   |
| 2010                                                                                                | 66,55 %                                                   | Martin Malvy                                              | LUG                                                       | 33,45 %                                                   | Brigitte Bareges                                          | LMAJ                                                      | 67,20 %                                                   |
| 2015                                                                                                | %                                                         |                                                           |                                                           | %                                                         |                                                           |                                                           | %                                                         |
| 2021                                                                                                | %                                                         |                                                           |                                                           | %                                                         |                                                           |                                                           | %                                                         |
| Élections cantonales, résultats des deux meilleurs scores du dernier tour de scrutin.               |                                                           |                                                           |                                                           |                                                           |                                                           |                                                           |                                                           |
| Année                                                                                               | Élu                                                       | Élu                                                       | Élu                                                       | Battu                                                     | Battu                                                     | Battu                                                     | Participation                                             |
| Monteils (Aveyron) est répartie sur plusieurs cantons, cf. les résultats de ceux de .               |                                                           |                                                           |                                                           |                                                           |                                                           |                                                           |                                                           |
| 2001                                                                                                | %                                                         |                                                           |                                                           | %                                                         |                                                           |                                                           | indisponible %                                            |
| 2004                                                                                                | 53,55 %                                                   | Bernard Vidal                                             | DVG                                                       | 30,18 %                                                   | Jean-Louis Cance                                          | UDF                                                       | 78,59 %                                                   |
| 2008                                                                                                | %                                                         |                                                           |                                                           | %                                                         |                                                           |                                                           | indisponible %                                            |
| 2011                                                                                                | 63,27 %                                                   | Bernard Vidal                                             | DVG                                                       | 28,36 %                                                   | Daniel Carrie                                             | DVD                                                       | 64,65 %                                                   |
| Élections départementales, résultats des deux meilleurs scores du dernier tour de scrutin.          |                                                           |                                                           |                                                           |                                                           |                                                           |                                                           |                                                           |
| Année                                                                                               | Élus                                                      | Élus                                                      | Élus                                                      | Battus                                                    | Battus                                                    | Battus                                                    | Participation                                             |
| Monteils (Aveyron) est répartie sur plusieurs cantons, cf. les résultats de ceux de .               |                                                           |                                                           |                                                           |                                                           |                                                           |                                                           |                                                           |
| 2015                                                                                                | %                                                         |                                                           |                                                           | %                                                         |                                                           |                                                           | %                                                         |
| 2021                                                                                                | %                                                         |                                                           |                                                           | %                                                         |                                                           |                                                           | %                                                         |
| Référendums.                                                                                        |                                                           |                                                           |                                                           |                                                           |                                                           |                                                           |                                                           |
| Année                                                                                               | Oui (national)                                            | Oui (national)                                            | Oui (national)                                            | Non (national)                                            | Non (national)                                            | Non (national)                                            | Participation                                             |
| 1992                                                                                                | 70,63 % (51,04 %)                                         | 70,63 % (51,04 %)                                         | 70,63 % (51,04 %)                                         | 29,37 % (48,96 %)                                         | 29,37 % (48,96 %)                                         | 29,37 % (48,96 %)                                         | 78,70 %                                                   |
| 2000                                                                                                | 74,47 % (73,21 %)                                         | 74,47 % (73,21 %)                                         | 74,47 % (73,21 %)                                         | 25,53 % (26,79 %)                                         | 25,53 % (26,79 %)                                         | 25,53 % (26,79 %)                                         | 72,68 %                                                   |
| 2005                                                                                                | 56,00 % (45,33 %)                                         | 56,00 % (45,33 %)                                         | 56,00 % (45,33 %)                                         | 44,00 % (54,67 %)                                         | 44,00 % (54,67 %)                                         | 44,00 % (54,67 %)                                         | 80,09 %                                                   |

## Démographie
L'évolution du nombre d'habitants est connue à travers les recensements de la population effectués dans la commune depuis 1771. Pour les communes de moins de 10 000 habitants, une enquête de recensement portant sur toute la population est réalisée tous les cinq ans, les populations de référence des années intermédiaires étant quant à elles estimées par interpolation ou extrapolation. Pour la commune, le premier recensement exhaustif entrant dans le cadre du nouveau dispositif a été réalisé en 2005.

En 2022, la commune comptait 469 habitants, en évolution de −12,99 % par rapport à 2016 (Aveyron : +0,37 %, France hors Mayotte : +2,11 %).
| 1771 | 1793 | 1800 | 1806 | 1821 | 1831 | 1836 | 1841 | 1846 |
| ---- | ---- | ---- | ---- | ---- | ---- | ---- | ---- | ---- |
| 643  | 657  | 782  | 867  | 816  | 826  | 902  | 905  | 901  |

| 1851 | 1856 | 1861 | 1866  | 1872 | 1876 | 1881 | 1886 | 1891 |
| ---- | ---- | ---- | ----- | ---- | ---- | ---- | ---- | ---- |
| 907  | 938  | 981  | 1 007 | 988  | 974  | 973  | 961  | 989  |

| 1896 | 1901 | 1906 | 1911 | 1921 | 1926 | 1931 | 1936 | 1946 |
| ---- | ---- | ---- | ---- | ---- | ---- | ---- | ---- | ---- |
| 976  | 907  | 786  | 735  | 710  | 694  | 648  | 682  | 618  |

| 1954 | 1962 | 1968 | 1975 | 1982 | 1990 | 1999 | 2005 | 2006 |
| ---- | ---- | ---- | ---- | ---- | ---- | ---- | ---- | ---- |
| 572  | 496  | 437  | 404  | 424  | 490  | 465  | 519  | 515  |

| 2010 | 2015 | 2020 | 2022 | - | - | - | - | - |
| ---- | ---- | ---- | ---- | - | - | - | - | - |
| 549  | 532  | 481  | 469  | - | - | - | - | - |

On peut constater que depuis quelques années, grâce à une politique municipale dynamique et volontariste la tendance à la dépopulation a stoppé et semble même s’inverser sensiblement.

## Économie

### Revenus
En 2018  (données Insee publiées en septembre 2021), la commune compte 219 ménages fiscaux, regroupant 462 personnes. La médiane du revenu disponible par unité de consommation est de 21 170 € (20 640 € dans le département).

### Emploi
| Division       | 2008  | 2013  | 2018  |
| -------------- | ----- | ----- | ----- |
| Commune        | 5,4 % | 4,9 % | 3,8 % |
| Département    | 5,4 % | 7,1 % | 7,1 % |
| France entière | 8,3 % | 10 %  | 10 %  |

En 2018, la population âgée de 15 à 64 ans s'élève à 283 personnes, parmi lesquelles on compte 72,3 % d'actifs (68,5 % ayant un emploi et 3,8 % de chômeurs) et 27,7 % d'inactifs,. En  2018, le taux de chômage communal (au sens du recensement) des 15-64 ans est inférieur à celui de la France et département, alors qu'en 2008 il était supérieur à celui du département et inférieur à celui de la France.
La commune fait partie de la couronne de l'aire d'attraction de Villefranche-de-Rouergue, du fait qu'au moins 15 % des actifs travaillent dans le pôle,. Elle compte 145 emplois en 2018, contre 160 en 2013 et 156 en 2008. Le nombre d'actifs ayant un emploi résidant dans la commune est de 195, soit un indicateur de concentration d'emploi de 74,4 % et un taux d'activité parmi les 15 ans ou plus de 43,9 %.
Sur ces 195 actifs de 15 ans ou plus ayant un emploi, 56 travaillent dans la commune, soit 29 % des habitants. Pour se rendre au travail, 83,8 % des habitants utilisent un véhicule personnel ou de fonction à quatre roues, 1,7 % les transports en commun, 3,9 % s'y rendent en deux-roues, à vélo ou à pied et 10,6 % n'ont pas besoin de transport (travail au domicile).

### Activités hors agriculture
44 établissements sont implantés  à Monteils au 31 décembre 2019. Le tableau ci-dessous en détaille le nombre par secteur d'activité et compare les ratios avec ceux du département,.
| Secteur d'activité                                                                                        | Commune | Commune | Département |
| Secteur d'activité                                                                                        | Nombre  | %       | %           |
| --- | ------- | ------- | ----------- |
| Ensemble                                                                                                  | 44      |         |             |
| Industrie manufacturière, industries extractives et autres                                                | 9       | 20,5 %  | (17,7 %)    |
| Construction                                                                                              | 7       | 15,9 %  | (13 %)      |
| Commerce de gros et de détail, transports, hébergement et restauration                                    | 8       | 18,2 %  | (27,5 %)    |
| Information et communication                                                                              | 1       | 2,3 %   | (1,5 %)     |
| Activités immobilières                                                                                    | 2       | 4,5 %   | (4,2 %)     |
| Activités spécialisées, scientifiques et techniques et activités de services administratifs et de soutien | 8       | 18,2 %  | (12,4 %)    |
| Administration publique, enseignement, santé humaine et action sociale                                    | 3       | 6,8 %   | (12,7 %)    |
| Autres activités de services                                                                              | 6       | 13,6 %  | (7,8 %)     |

Le secteur de l'industrie manufacturière, des industries extractives et autres est prépondérant sur la commune puisqu'il représente 20,5 % du nombre total d'établissements de la commune (9 sur les 44 entreprises implantées  à Monteils), contre 17,7 % au niveau départemental.

### Agriculture
La commune est dans le Bas Quercy, une petite région agricole occupant l'extrême-ouest du département de l'Aveyron. En 2020, l'orientation technico-économique de l'agriculture  sur la commune est l'élevage bovin, orientation mixte lait et viande.
|               | 1988 | 2000 | 2010 | 2020 |
| ------------- | ---- | ---- | ---- | ---- |
| Exploitations | 24   | 18   | 12   | 15   |
| SAU (ha)      | 398  | 473  | 364  | 374  |

Le nombre d'exploitations agricoles en activité et ayant leur siège dans la commune est passé de 24 lors du recensement agricole de 1988  à 18 en 2000 puis à 12 en 2010 et enfin à 15 en 2020, soit une baisse de 37 % en 32 ans. Le même mouvement est observé à l'échelle du département qui a perdu pendant cette période 51 % de ses exploitations,. La surface agricole utilisée sur la commune a également diminué, passant de 398 ha en 1988 à 374 ha en 2020. Parallèlement la surface agricole utilisée moyenne par exploitation a augmenté, passant de 17 à 25 ha.

## Culture locale et patrimoine

### Lieux et monuments
- Église de la Nativité-de-la-Sainte-Vierge de Monteils.
- Église Saint-Laurent de Floirac.
- Chapelle Notre-Dame-de-Pitié de la Borie.
- Chapelle Saint-Dominique du monastère de Dominicaines d'Ardennes.
- Ancienne forteresse. Subsistent encore à Monteils quelques vestiges de l'ancien château : une tour, une salle voutée et un porche.
- Le couvent des Dominicaines.
- Le château fort de Coubière, restauré et habité.
- De nombreuses caselles et vieilles croix.

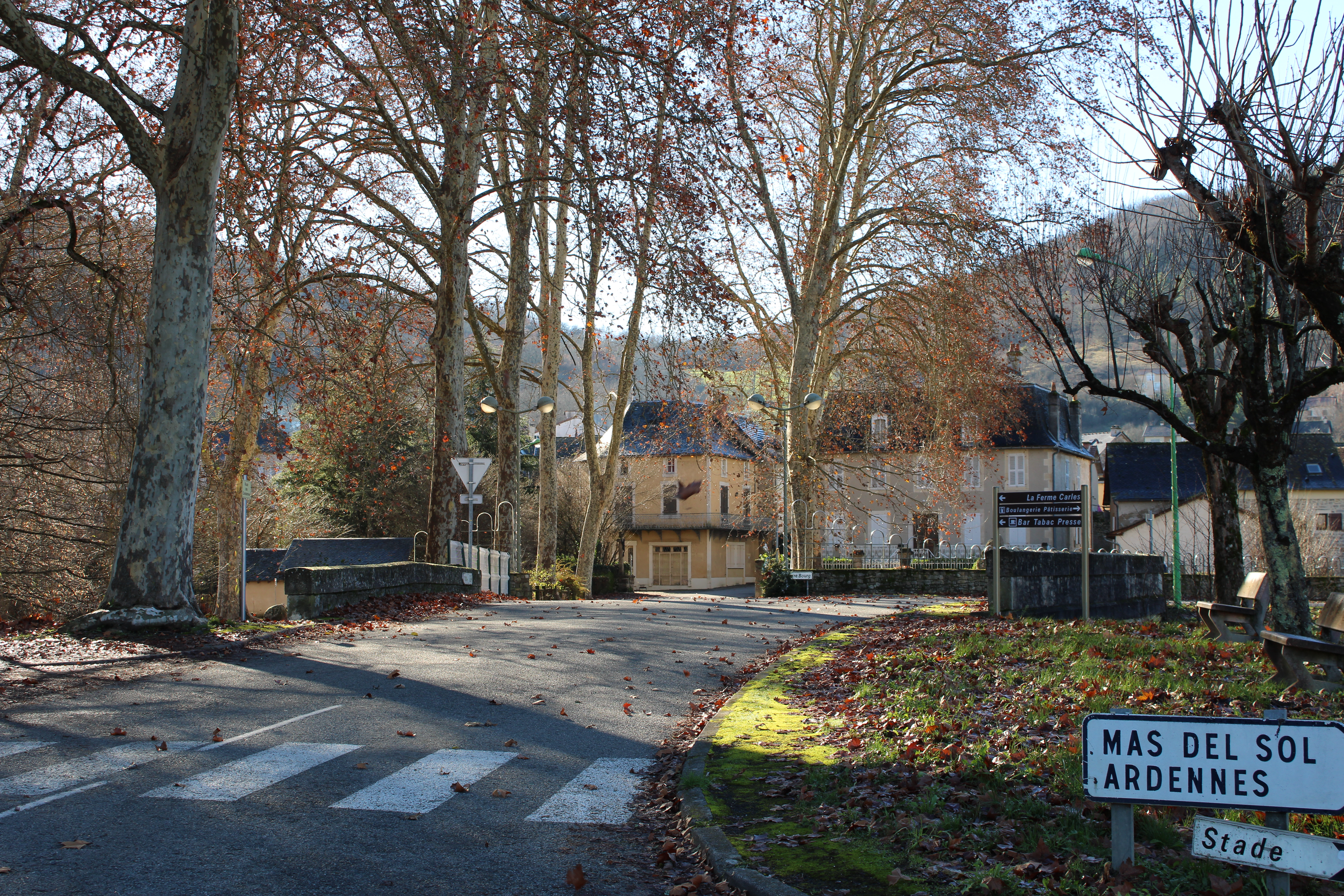
Entrée du bourg de Monteils à proximité du couderc
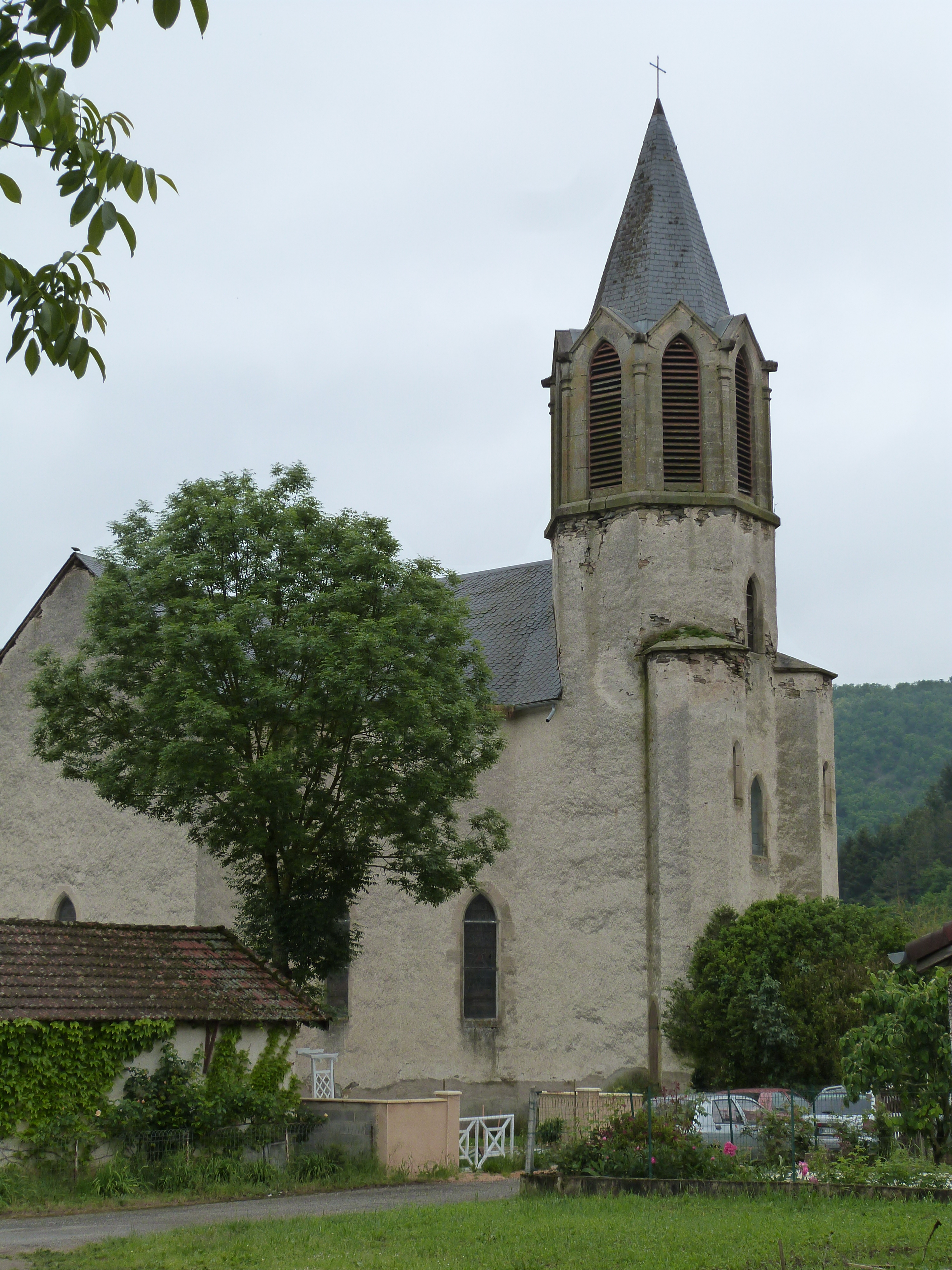
Eglise Notre-Dame à Monteils
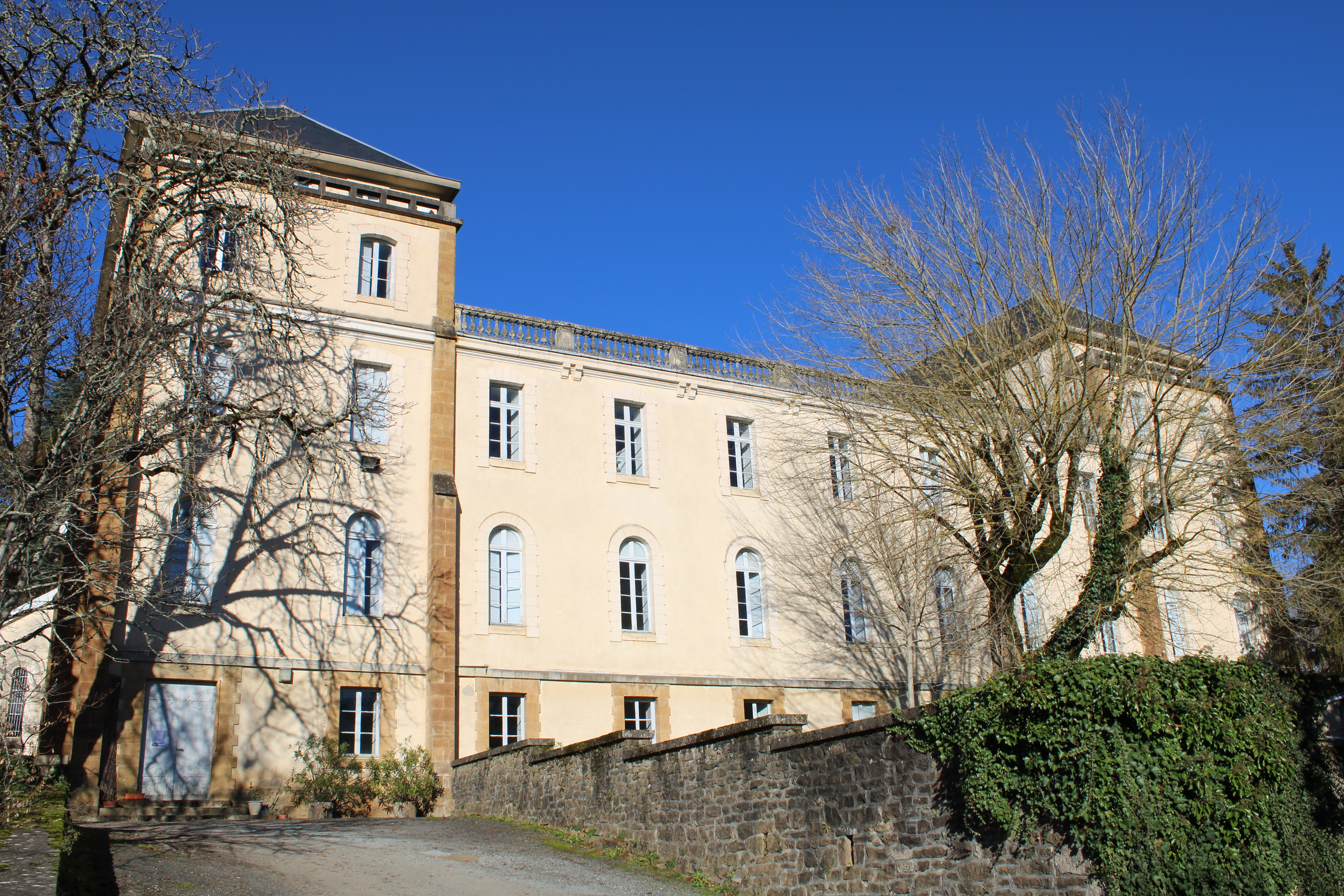
Couvent des Dominicaines de Monteils

### Personnalités liées à la commune
- mère Marie-Anastasie (1833 - 1878), fondatrice de la congrégation des Dominicaines de Monteils.
- François Marty (1904-1996), Cardinal, retiré à Monteils au couvent des Dominicaines.
- mère Albert-Marie (1897-1976), née Noëlie Delpérié, mère supérieure du couvent des Dominicaines de Monteils, reconnue Juste parmi les nations en 2006.

### Héraldique
| Blason de la commune de Monteils | Les armes de la commune de Monteils se blasonnent ainsi : De gueules à l’aigle essorante d’argent, au chef bastillé de trois pièces d’or chargé de trois molettes de gueules. |